# Thorybes daunus
Thorybes daunus är en fjärilsart som beskrevs av Pieter Cramer 1777. Thorybes daunus ingår i släktet Thorybes och familjen tjockhuvuden. Inga underarter finns listade i Catalogue of Life.